# フィリッポ2世 (ターラント公)
フィリッポ2世（イタリア語：Filippo II, 1329年 - 1373年11月25日）は、アカイア公、ターラント公および名目上のラテン皇帝（在位：1364年 - 1373年）。

## 生涯
フィリッポ2世はターラント公フィリッポ1世とカトリーヌ・ド・ヴァロワの息子である。従兄弟ドゥラッツォ公カルロが1348年に処刑され、フィリッポ2世はアルバニア王位を継承した。その後まもなくして、兄ルイージがナポリ女王ジョヴァンナ1世と結婚し、ナポリ王となった。1355年4月、フィリッポ2世はジョヴァンナ1世の妹マリア・ディ・カラブリアと結婚した。
1364年、長兄ロベルトが死去し、フィリッポ2世が名目上のラテン皇帝位、アカイア公位およびターラント公位を継承した。
妃マリアは1366年に死去した。1370年10月20日、フィリッポ2世はアンジュー＝ハンガリー家出身で、かつてハンガリーの推定王位継承者であったエルジェーベトと結婚した。フィリッポ2世は1373年11月25日にターラントで死去した。
子供たちはみな早世していたため、姉マルゲリータの子ジャック・デ・ボーが公位および名目上のラテン皇帝位を継承した。

## 家族
最初の妃マリア・ディ・カラブリアとの間に、以下の早世した3男をもうけた。また、マリアは1362年と1366年に死産をしている。
- フィリッポ（1356年）
- カルロ（1358年）
- フィリッポ（1360年）

2番目の妃エルジェーベトとの間に、1男をもうけた。
- フィリッポ（1371年）

また、何人かの庶子がいる。